# Бёрм
Бёрм (нем. Börm) — община в Германии, в земле Шлезвиг-Гольштейн. 
Входит в состав района Шлезвиг-Фленсбург. Подчиняется управлению Кроп.  Население составляет 745 человек (на 31 декабря 2010 года). Занимает площадь 18,7 км².